# Sojus TMA-8
Sojus TMA-8 ist die Missionsbezeichnung für den Flug eines russischen Sojus-Raumschiffs zur Internationalen Raumstation (ISS). Im Rahmen des ISS-Programmes trägt der Flug die Bezeichnung ISS AF-12S. Es ist der zwölfte Besuch eines Sojus-Raumschiffs bei der ISS und der 118. Flug im russischen Sojusprogramm.

## Besatzung

### Startbesatzung
- Pawel Wladimirowitsch Winogradow (2. Raumflug), Kommandant (Roskosmos/Russland)
- Jeffrey Nels Williams (2. Raumflug), Bordingenieur (NASA/USA)
- Marcos César Pontes (1. Raumflug), Bordingenieur (AEB/ Brasilien)

### Ersatzmannschaft
- Fjodor Nikolajewitsch Jurtschichin, Kommandant (Roskosmos/Russland)
- Edward Michael Fincke, Bordingenieur (NASA/USA)
- Sergei Alexandrowitsch Wolkow, Bordingenieur (Roskosmos/Russland)

### Rückkehrbesatzung
- Pawel Wladimirowitsch Winogradow (2. Raumflug), Kommandant (Roskosmos/Russland)
- Jeffrey Nels Williams (2. Raumflug), Bordingenieur (NASA/USA)
- Anousheh Ansari, Weltraumtouristin ( Vereinigte Staaten/ Iran)

## Missionsüberblick

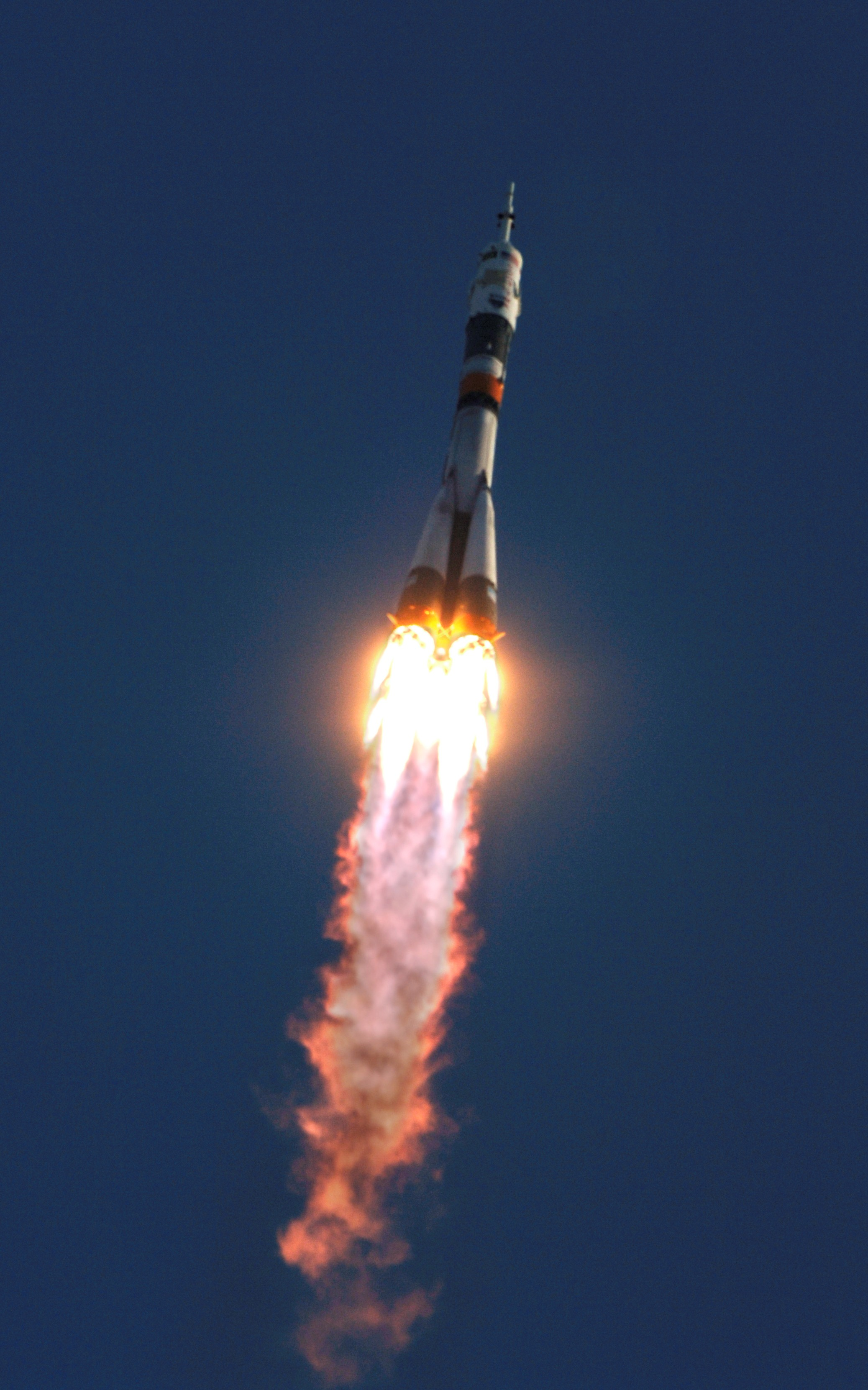
Start von Sojus TMA-8

Dieser Flug war eine Crewaustauschmission zur ISS und der 29. bemannte Flug zu dieser Station. Die auf der Raumstation arbeitende Expedition 12 wurde durch die Mannschaft der Expedition 13 abgelöst. Sie bestand aus dem russischen Kosmonauten Pawel Winogradow und dem US-Amerikaner Jeffrey Williams. Auch der erste Raumfahrer Brasiliens Marcos Pontes nahm an dem Flug teil. 
Die NASA bezahlte der russischen Raumfahrtbehörde 43,8 Millionen Dollar für den Flug von Jeffrey Williams zur ISS sowie für den Rückflug des Kommandanten der ISS-Expedition 12, William McArthur. Diese Summe deckte zudem Kosten des Sojus-Raumschiffs bei einer eventuellen Notfallrückkehr und die Kosten für das Training des nächsten US-Astronauten Michael López-Alegría, der mit Sojus TMA-9 flog.
Der Start erfolgte mit einer Trägerrakete vom Typ Sojus-FG vom Weltraumbahnhof Baikonur am 30. März 2006 um 02:30:18 Uhr UTC. Neun Minuten nach dem Start trennte sich das Raumschiff von der dritten Stufe der Rakete, danach wurden die Solarpanele ausgeklappt. Während des Eintritts in den Orbit gab es geringfügige Probleme mit dem Empfang der Telemetriedaten im Kontrollzentrum, die jedoch keine Auswirkungen auf den Flug hatten. Als Grund stellten sich Schwierigkeiten mit der Übertragung der Daten über einen Molnija-Kommunikationssatelliten heraus. Das Andocken an die ISS (am Sarja-Modul im automatischen Modus) erfolgte planmäßig am 1. April 2006 um 04:19:26 Uhr UTC über China.
Es waren zwei Ausstiege (EVAs) vorgesehen. Der erste fand im Juni statt und wurde von Jeff Williams und Pawel Winogradow durchgeführt. Der zweite Ausstieg folgte im August, diesmal arbeiteten Jeff Williams und der deutsche ESA-Astronaut Thomas Reiter außerhalb der Station.
Am 31. August 2006 verschob Roskosmos den Start von Sojus TMA-9 um vier Tage, um nicht während der Space-Shuttle-Mission STS-115 an der Station andocken zu müssen. Damit verschob sich ebenfalls das Landedatum von Sojus TMA-8 vom 24. auf den 29. September.
Weitere Einzelheiten betreffend der Arbeit der Besatzung auf der ISS werden in dem Artikel ISS-Expedition 13 beschrieben.